# Allez dire à la ville
Albums de Dan Ar Braz
Douar Nevez
(1976) The Earth's Lament
(1979)
Allez dire à la ville est le deuxième album studio de Dan Ar Braz (« Ar Bras »), paru en 1978 par Hexagone, distribué par Disc'AZ en France (puis Musidisc) et WEA à l'étranger. Sur ce disque, à nouveau à la fois acoustique et rock, il adapte des textes du poète breton Xavier Grall, entre révolte et tendresse, avec toujours ce même amour du pays et de la nature.

## Conception
Dan ar Braz ressent le besoin profond d'enregistrer ces textes du poète Xavier Grall : « Ma maison de disques était contre, à l'époque, et stratégiquement, elle avait raison. Mais une force intérieure me poussait à faire ce disque. Les musiques venaient toutes seules... ». L'album est enregistré au Château d'Hérouville, dans le Val-d'Oise, célèbre pour avoir accueilli lors de ces années l'enregistrement d'artistes célèbres. Il est produit par Hughes de Courson.

## Caractéristiques artistiques
Le guitariste ose chanter pour la première fois sur un enregistrement, si l'on excepte les timides essais avec Mor et les quelques harmonies chez Stivell. Pour Jacques Vassal c'est « une surprise, parce que son chant, selon les moments — épousant en cela les variations de la guitare —, oscille entre la douceur et la fureur, et ce parfois au cours d'une même composition (cf. Toi, fils de roi, fils de rien) ». Jaques Vassal évoque ensuite, dans son livre La Chanson bretonne, la critique du choix des textes, tous en français et signés Xavier Grall, « un auteur à mille lieues de la folklorisation de carte postale, et dont les prises de position parfois agressives (cf. Le Cheval couché, paru quelques mois avant ce disque) ne font pas l'unanimité de ses compatriotes. Cela a dû sembler à Dan un signe de santé. Mais c'est surtout son ravissement à la lecture de ces poèmes qui lui fit décider de rencontrer l'auteur pour lui demander l'autorisation d'en faire des chansons et de les enregistrer. Poète du son et non du verbe, Dan Ar Bras trouvait chez Grall l'expression de ce qu'il pensait mais ne savait écrire. Expression de l'amour d'un auteur et d'un compositeur pour leur pays, Allez Dire À La Ville contient de superbes moments musicaux et la présence de l'élément chanson n'empêche un travail instrumental très élaboré (cf. hormis les chansons, la manière unique, inimitable, dont les notes de la guitare électrique réussissent à suivre celles de la cornemuse de Padrig Molard dans Farewell Bob Brown ; et, comme Dan le prouve en concert, cela n'est dû à aucun trucage de studio). »

## Fiche technique

### Liste des titres
| No  | Titre                                                  | Durée |
| --- | ------------------------------------------------------ | ----- |
| 1.  | Allez Dire à la Ville                                  | 4:13  |
| 2.  | Suite Écossaise                                        | 2:13  |
| 3.  | L'Amour Kerne                                          | 4:52  |
| 4.  | Les Oiseaux et les Électrons de Brennilis              | 3:04  |
| 5.  | Dimanche Après-Midi                                    | 2:11  |
| 6.  | Toi, Fils de Roi, Fils de Rien (Tu lis ton ascendance) | 6:06  |
| 7.  | Farewell Bob Brown                                     | 4:36  |
| 8.  | Requiem pour le Jet                                    | 3:12  |
| 9.  | Les Saisons                                            | 4:03  |
| 10. | L'Amour, le Nucléaire et le Crépuscule                 | 4:04  |
| 11. | Plainte de Yann Vari Perrot                            | 4:45  |

### Crédits
- Textes : Xavier Grall (1, 3, 6, 8, 9, 11)
- Musiques : Dan Ar Bras
- Réalisation : Hugues de Courson

#### Musiciens
- Dan Ar Bras : chant, guitares électriques et acoustiques
- Patrig Molard : biniou braz
- Benoît Widemann : piano, claviers, chamberlin
- Guy Delacroix : basse
- Michel Santangeli : batterie
- Francis Moze : basse (6, 8), piano (6)
- Patrick Audoin : claviers et chamberlin (6)
- Dominique Widiez : synthétiseur Oberheim (6)

#### Techniciens
- Enregistrements et mixage : Laurent Thibault au Château d'Hérouville
- Conception, photographie et réalisation de la pochette : Jacques Benoît
- Photo intérieur : Patrick Sicard